# Sacramentsberg

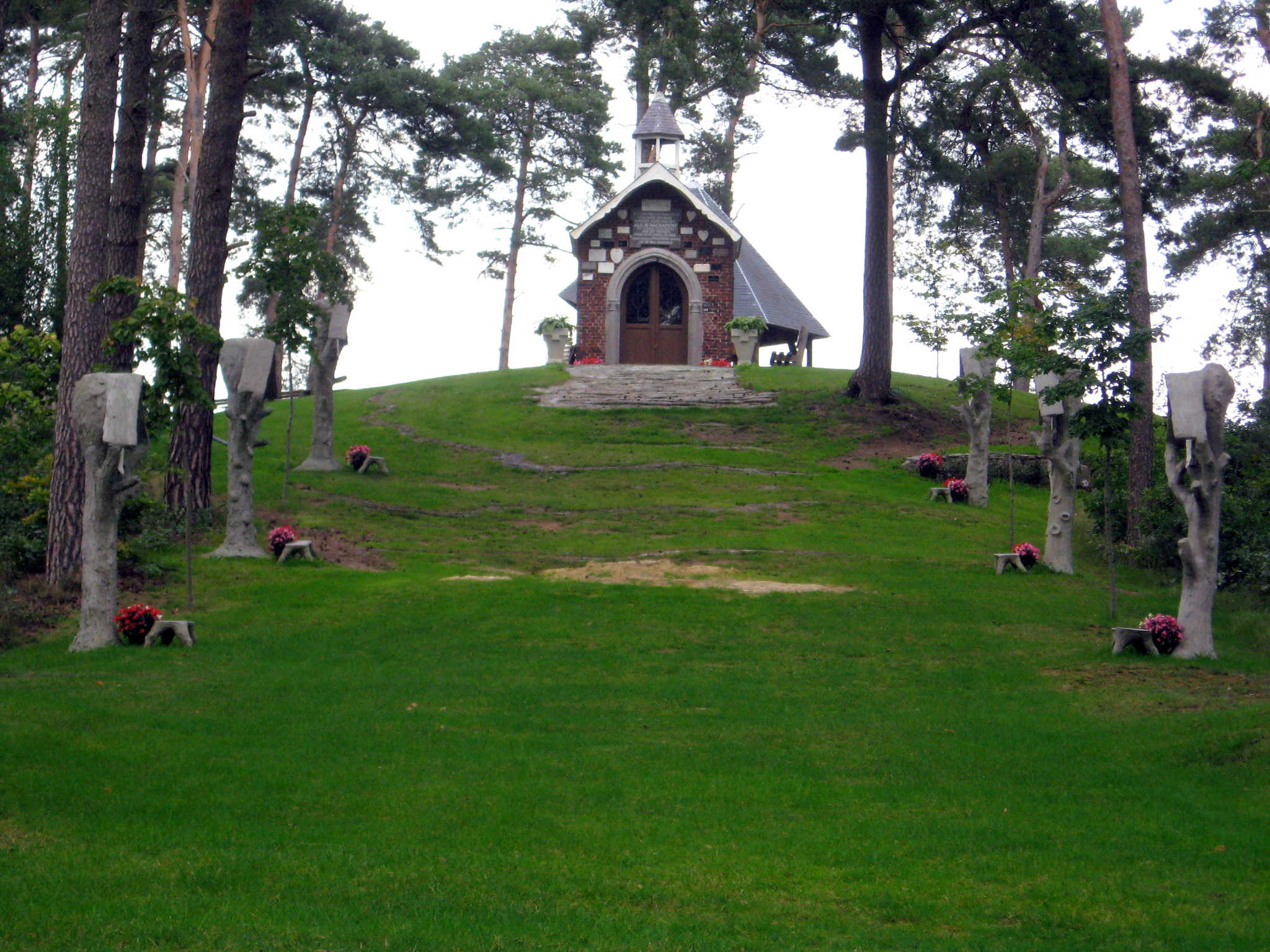
De kapel op de berg

De Sacramentsberg (ook: Sakramentsberg) is een heuveltje nabij Viversel in de Belgische gemeente Heusden-Zolder. Op de heuvel is een kapel gebouwd, die gewijd is aan het Allerheiligst Sacrament. De heuvel is begroeid met dennen en bevindt zich binnen het Circuit Zolder.

## Geschiedenis
Naar verluidt vond in 1317 te Viversel een mirakel plaats, bekend als het "wonder van de bloedende hostie". De legende gaat als volgt:
Een kapelaan uit Lummen ging een stervende bezoeken om deze de laatste sacramenten toe te dienen. Terwijl hij de zieke de biecht afnam, legde hij de pyxis (het doosje dat de hostie bevat) in het naastgelegen kamertje. Toen hij terugkwam vond hij de pyxis opengebroken en een bloedende hostie lag ernaast. Op 1 augustus vertrok hij naar de Abdij van Herkenrode om de daar aanwezige monnik Simon van Aulre te raadplegen over het gebeurde. Toen hij nabij Viversel, op de huidige Sakramentsheuvel, langs een kudde schapen liep, vielen deze dieren op hun knieën.
De hostie werd sindsdien in de abdij bewaard, en deze werd een bedevaartsoord dat door tal van hooggeplaatsten werd bezocht. Toen de abdij in 1797 werd opgeheven moest de hostie op verschillende plaatsen worden bewaard, om in 1804 te worden overgebracht naar de Sint-Quintinuskerk te Hasselt, waar deze zich nog steeds bevindt.

## Heden
Naar aanleiding van deze gebeurtenissen wordt jaarlijks op 15 augustus een sacramentsprocessie gehouden, die zich van de Sint-Quirinuskerk van Viversel naar de kapel op de Sacramentsberg begeeft.
De huidige kapel werd gebouwd in 1854 en hersteld in 1904. Het bakstenen gebouwtje is voorzien van een dakruiter. Het neogotisch gebouwtje heeft een toegangspoort die voorzien is van een arduinen omlijsting. Er zijn votiefstenen op de voorgevel aangebracht. Vooral wordt genezing gezocht voor koorts en hoofdpijn.
Sinds de aanleg van het circuit Zolder begin jaren 1960 is de kapel volledig omgeven door dit circuit.

## Bron
- Sacramentskapel